# Bokšić (Klina)
Pour les articles homonymes, voir Bokšić.
Bokshiq en albanais et Bokšić en serbe latin (en serbe cyrillique : Бокшић) est une localité du Kosovo située dans la commune/municipalité de Klinë/Klina et dans le district de Pejë/Peć. Selon le recensement kosovar de 2011, elle compte 433 habitants, tous albanais.

## Démographie

### Évolution historique de la population dans la localité
| 1948 | 1953 | 1961 | 1971 | 1981 | 1991 | 2011 |
| ---- | ---- | ---- | ---- | ---- | ---- | ---- |
| 239  | 279  | 306  | 450  | 599  | 738  | 433  |

|  |